# Diogo Costa
Diogo Meireles da Costa (ur. 19 września 1999 w Rothrist) – portugalski piłkarz, występujący na pozycji bramkarza w portugalskim klubie FC Porto.

## Kariera klubowa
Costa urodził się w Rothrist, w kantonie Argowia, w Szwajcarii. Jego rodzice są Portugalczykami, a gdy Costa miał siedem lat powrócili do Portugalii i zamieszkali w Santo Tirso. Do akademii FC Porto dołączył w 2011 roku z Casa do Benfica de Póvoa de Lanhoso.
W drużynie rezerw debiutu doczekał się 6 sierpnia 2017 roku, w przegranym 1-2 spotkaniu domowym z Gil Vicente FC. Zakończył sezon z liczbą 32 występów, pomagając zająć siódme miejsce w lidze.
15 maja 2018 r. Costa przedłużył swoją umowę do czerwca 2022 r. We wrześniu został nagrodzony Złotym Smokiem dla najlepszego debiutanta roku.
W sezonie 2018/2019 Costa był w drużynie, która wygrała Ligę Młodzieżową UEFA, pokonując w finale 3-1 Chelsea. Kilka dni po finale, gdy Iker Casillas doznał ataku serca, Vaná zastąpił go jako podstawowy bramkarz, a Costa został włączony do kadry na ostatnie trzy mecze sezonu.
25 września 2019 roku Costa zadebiutował w pierwszym zespole w meczu Taça da Liga, zachowując czyste konto, w wygranym 1-0 meczu domowym z CD Santa Clara. Jego pierwszy występ w Primeira Liga miał miejsce 10 listopada w wygranym 1:0 wyjazdowym meczu z Boavista FC. Do końca sezonu rozegrał jeszcze dwa spotkania dla drużyny, która ostatecznie została mistrzem kraju.

## Kariera reprezentacyjna
W lipcu 2018 roku Costa rozegrał cztery z pięciu meczów na Mistrzostwach Europy UEFA U-19, które odbyły się w Finlandii, pomagając Portugalii wygrać turniej po raz pierwszy w historii, ale nie wystąpił w finale z powodu kontuzji mięśniowej. Wcześniej, 25 maja pierwszy raz zagrał w reprezentacji do lat 21, wchodząc jako rezerwowy, w drugiej połowie towarzyskiego meczu z Włochami wygranego 3-2.
Costa został powołany do seniorskiej kadry po raz pierwszy w dniu 26 sierpnia 2021, na mecze eliminacji Mistrzostw Świata 2022 przeciwko Irlandii, Azerbejdżanowi oraz towarzyski z Katarem. W meczu 1/8 finału Mistrzostw Europy 2024 przeciwko Słowenii zakończonym remisem 0:0 w serii rzutów karnych obronił trzy jedenastki Słoweńców i przyczynił się do awansu Portugalii do ćwierćfinału turnieju.
Zagrał z reprezentacją na Mistrzostwach Świata 2022 w Katarze, gdzie doszedł do ćwierćfinału. 
Na Euro 2024 w Niemczech doszedł z drużyną do ćwierćfinału, w 1/8 W meczu z reprezentacją Słowenii obronił wszystkie wykonywane podczas konkursu rzuty karne. 
8 czerwca 2025 roku w finale Ligi Narodów UEFA 2024/2025 znów popisał się swoimi umiejętnościami, broniąc rzut karny Alvaro Moraty i decydując o wygranej Portugalii. 

## Tytuły
Porto juniorzy
- Liga Młodzieżowa UEFA: 2018/19

Porto
- Primeira Liga: 2019/20
- Taça de Portugal: 2019/20
- Supertaça Candido de Oliveira: 2020

Portugalia
- Mistrzostwa Europy UEFA U-17: 2016
- Mistrzostwa Europy UEFA U-19: 2018
- Liga Narodów UEFA: 2024/2025